# テニール・ダッシュウッド
テニール・ダッシュウッド（Tenille Averil Dashwood、1989年3月1日 - ）はオーストラリアの女子プロレスラー。ビクトリア州メルボルン出身。

## 来歴
幼少期よりプロレスラーになる事を志し、2005年よりシドニーを拠点とする団体であるPWA（Professional Wrestling Alliance）にてバレンタイン（Valentine）のリングネームでトレーニングを開始。
2007年、プロレスラーとして自身を高める為にカナダへと渡り、アルバータ州カルガリーを拠点としてWCW、WWEなどのアメリカのメジャー団体で活躍したランス・ストームが主宰するストーム・レスリング・アカデミーに入門した。
ストーム・レスリング・アカデミー卒業後、2009年2月10日、オーストラリアへと凱旋帰国してSWA（Showtime Wrestling Alliance）にてテニール・タイラ（Tenille Tayla）のリングネームで出場し、ジェシー・マッケイと対戦するが敗戦した。
5月2日、アメリカの女子団体としてはメジャーに位置するSHIMMERにテニール（Tenille）のリングネームで参戦。レイナ・ヴォン・トッシュと組んでレキシー・ファイフ & マリア・ホサカのベテランタッグを相手にするも敗戦。同日にはアンバー・オニール、そして3日にはレインといった実力者に連敗するも、同3日のジェッタとの若手対決において勝利した。
同月22日、NWA加盟団体でブリティッシュコロンビア州を拠点とするECCW（Extreme Canadian Championship Wrestling）に本名名義で参戦。初参戦ながらECCW女子スーパーガールズ王座挑戦権試合に出場し、ニコル・マヒューズに勝利して挑戦権を獲得。29日にECCW女子スーパーガールズ王者であるベロニカ・バイスに挑戦するもベルトを奪取する至らなかった。8月1日、ECCW女子スーパーガールズ王座を賭けたトリプルスレットマッチにてベロニカ・バイス、ニコル・マヒューズと対戦して勝利し、ベルトを奪取した。この試合以降、ベロニカ・バイスとは因縁が生まれ、ベルトを巡って抗争を展開。
ECCWとSHIMMERを活動の拠点として出場していた中、2011年3月にWWEとディベロップメント契約を交わし入団する事がSHIMMERにて発表された。テニール（Tenille）名義で傘下であるFCWにてトレーニングを開始し、2012年8月1日にディーヴァバトルロイヤルにデビューを果たした。
11月28日、NXTにてオードリー・マリーを相手にNXTデビューし、入場時に両手を平手にして交互に斜めに突き上げて踊りながら進み、リング下に到着するとロープを掴んで逆上がりするも失敗してしまうが観客から称賛を得た。試合では敗れたものの、この一戦より上層部から評価を得る事に成功し、レギュラーとして試合に多く出場。
2013年6月26日より開始された初代NXT女子王座トーナメントに出場し、一回戦でアクサナ、7月10日の準決勝でサマー・レイから勝利し、7月24日の決勝戦にてペイジと対戦するが敗戦し、王座に手が届かなかった。初代NXT女子王座トーナメント以降、サマー・レイ & サーシャ・バンクスとの抗争やナタリア、アリシア・フォックスといったWWE所属のディーヴァから金星を得るなど活躍。
2014年、RAWやSmackDownなどのブランド番組に観客席から"Emmalution"と書かれたサインボードを掲げて登場するようになり、3月3日のRAWにてサンティーノ・マレラと組んでファンダンゴ & サマー・レイとミックスドマッチを行い勝利した。以降、サンティーノ・マレラと気が合わないながらも随所でわかりあう不器用なカップルのギミック、エマレラを開始してファンダンゴ & サマー・レイと抗争を展開。試合ではマレラのコブラをオマージュしたピンクのヘビの顔をプリントしたソックスを使うヴェン・エマなる必殺技を取得した。
2015年はNXTに戻りベイリーやアスカと抗争を繰り広げた後、翌2016年3月に再昇格。しかし5月にハウスショーで背中を負傷し欠場を余儀なくされる。同年10月3日、RAWにてエマリーナとして復活することが告知されるが、登場するまで17週間を要した。それにもかかわらず、ようやく登場したエマリーナは、エマに戻ると発表しただけであった。
2017年10月22日、TLC 2017にてASUKAのWWEデビュー戦の相手を務めるが、1週間後の29日、WWEから解雇された事が発表された。
2018年現在、ROHにて本名で活躍中。

## 得意技

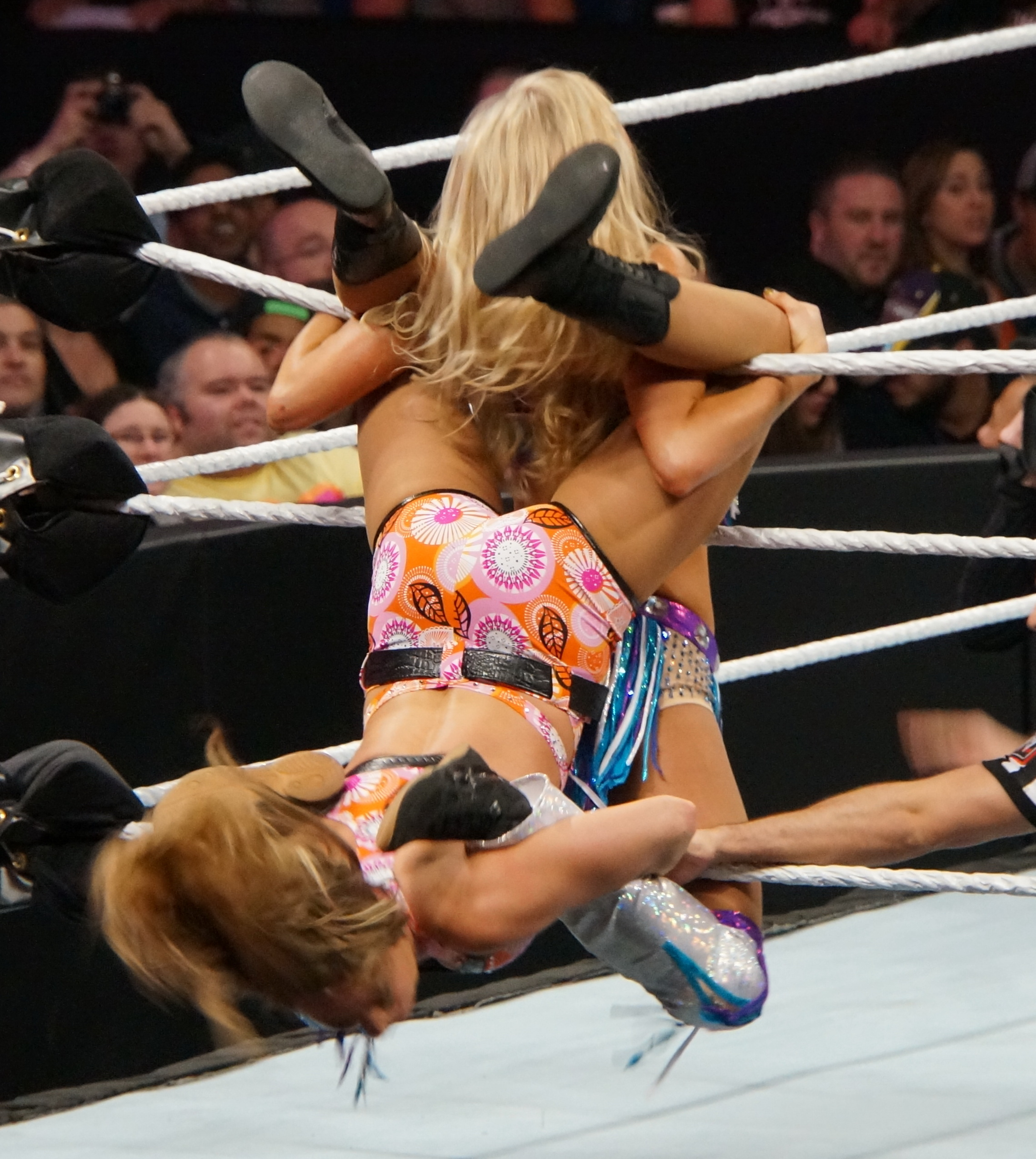
タランチュラ

### フィニッシュ・ホールド

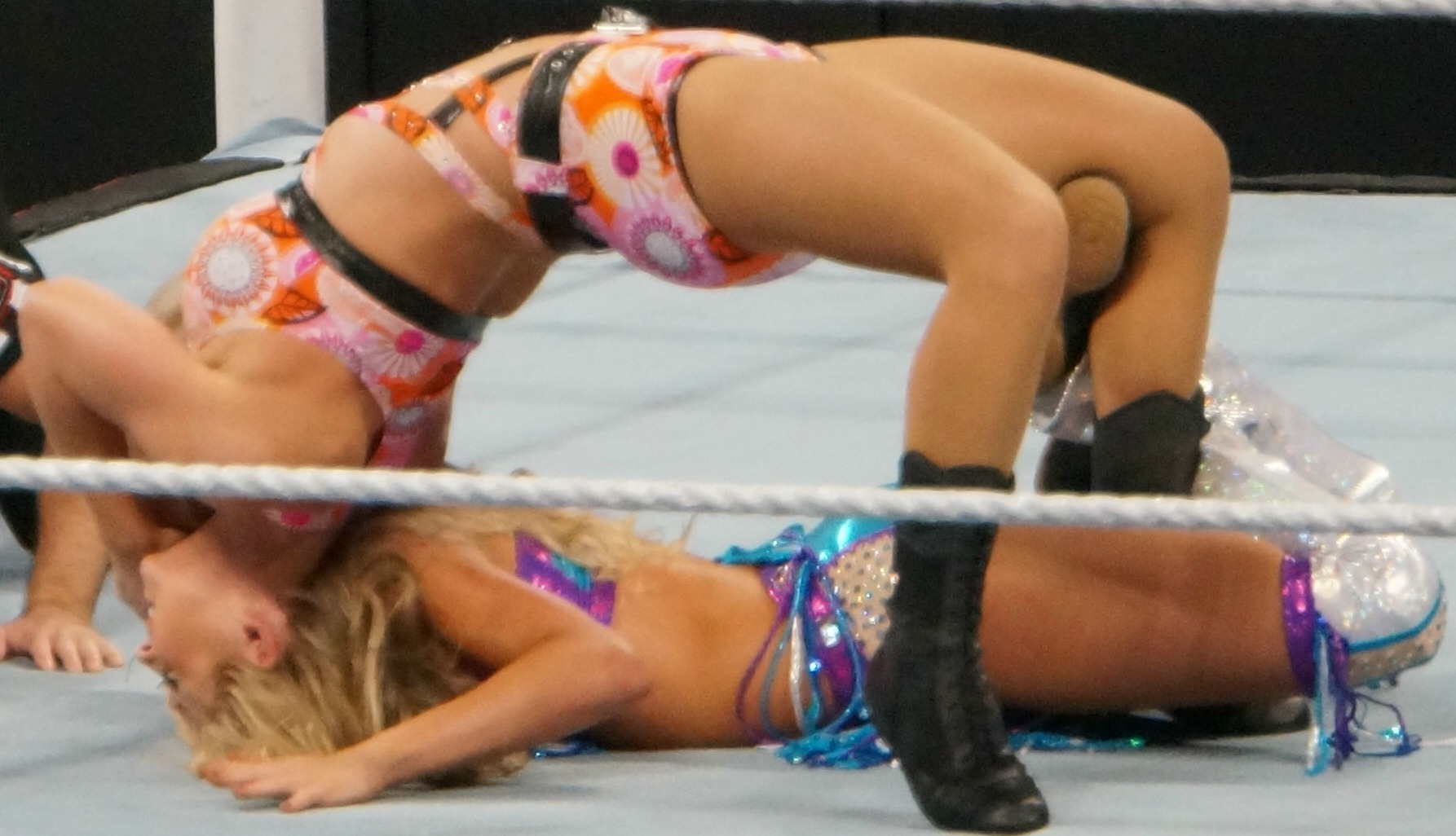
エマ・ロック
フィニッシャー。鎌固め
ヴェン・エマ
コブラと同じ技。
WWE時代、サンティーノ・マレラとタッグを組んだ際にピンクのヘビの顔をプリントしたソックスを授かり、フィニッシャーとして使用した。

### 打撃技
エルボー
クローズライン
ドロップキック
スーパーキック
ランニング・ビッグブート

### 関節技
ディル・エマ
タランチュラ
TAJIRIが使用するタランチュラと同型技

### 飛び技
エマ・ミテ・サンドウィッチ
コーナーにもたれて倒れてる相手へ足踏みしてからランニング・クロスボディを仕掛ける。

## 獲得タイトル
ECCW
- ECCW女子スーパーガールズ王座 : 2回

## 入場曲
- Feedback
- Short Term Memory
- #Emmalution
- Chemical Mind
- Real Deal
- Who's That Girl
- All About Me
- Spotlight - 現在使用中